# Herb gminy Pokój
Herb gminy Pokój – symbol gminy Pokój, ustanowiony 7 października 1991, ze zmianą 22 lutego 2010.

## Wygląd i symbolika
Herb przedstawia na tarczy dzielonej w słup w polu prawym złotym trzy czarne poroża jelenie, a w lewym błękitnym pół złotego orła. Pierwszy herb pojawił się na pieczęci sądowej w 1733 i pochodził od herbu rodowego Karola Fryderyka Wirtemberskiego, księcia oleśnickiego, który był w owym czasie właścicielem Pokoju.